# Буддийские взгляды на брак

Корейское (Чосон) свадебное платье (хварот)

Последователи буддизма рассматривают бракосочетание как мирское, светское дело, а не как религиозное таинство, потому обычно соблюдают законы о браке и семье, принятые светскими властями того государства, в котором они проживают. В то же время, многие буддисты после светской церемонии бракосочетания идут получать благословение у буддийских монахов.

## История
Будда Шакьямуни не выступал против брака как такового, но лишь указывал на некоторые затруднения, возникающие после вступления в брак. В «Прабхава-сутре» приводятся слова основателя буддизма:

Кто не удовлетворён своей женой, встречается с проститутками и чужими жёнами — придёт к падению.
И кто уже не юн, но взял молодую жену и не может спать с ней из-за ревности — придёт к падению.
Оригинальный текст (англ.)Not to be contented with one's own wife, and to be seen with harlots and the wives of others -- this is a cause of one's downfall.

Being past one's youth, to take a young wife and to be unable to sleep for jealousy of her -- this is a cause of one's downfall.

## Положения учения
Для буддийских монахов и монахинь Палийский канон — основополагающий текст буддизма Тхеравады — устанавливает полный запрет на любые действия сексуального характера, как гетеросексуальные, так и гомосексуальные. В то же время гомосексуальные отношения и однополые браки между мирскими буддистами разными школами буддизма могут осуждаться или не осуждаться; тибетский Далай-лама утверждал, что «с буддистской точки зрения, физическое соприкосновение мужчины к мужчине или женщины к женщине обычно рассматривается как неправильное сексуальное поведение».
В целом буддизм не побуждает кого-либо к вступлению в брак и не отговаривает от этого, не устанавливает религиозных правил бракосочетания и семейной жизни.
«Сигаловада» — тридцать первая сутра «Дигха-никаи» — призывает каждого уважать своего супруга или супругу.

### В тибетском буддизме
Далай-лама XIV о современном институте брака высказался следующим образом:

Слишком много людей на Западе отказалось от брака. Они не понимают, что это — взаимное восхищение, глубокое уважение и доверие, и понимание потребностей другого человека… Эти новые отношения, в которые легко вступить и из которых легко выйти, дают нам больше свободы — но меньше удовлетворённости.
Оригинальный текст (англ.)Too many people in the West have given up on marriage. They don't understand that it is about developing a mutual admiration of someone, deep respect and trust, and awareness of another human's needs...The new easy-come, easy-go relationships give us more freedom -- but less contentment.

## Расторжение брака
Поскольку в буддизме брак считается светским делом и не устанавливаются правила заключения брака, точно так же эта религия не устанавливает правил или ограничений на разводы и расторжение брака.
Тхервадинский монах К. Шри Дхаммананда (англ. K. Sri Dhammananda) сказал, что «если муж и жена действительно не могут жить вместе, то вместо того, чтобы вести несчастную жизнь и питать всё более сильные ревность, гнев и ненависть, они должны иметь свободу разойтись и жить мирно».